# Rodney Gould
Rodney Gould   (Banbury, 10 de març de 1943 - Cheltenham, 16 d'abril de 2024) va ser un pilot de motociclisme anglès que va guanyar el Campionat del Món de 250cc de 1970 amb Yamaha.

## Biografia

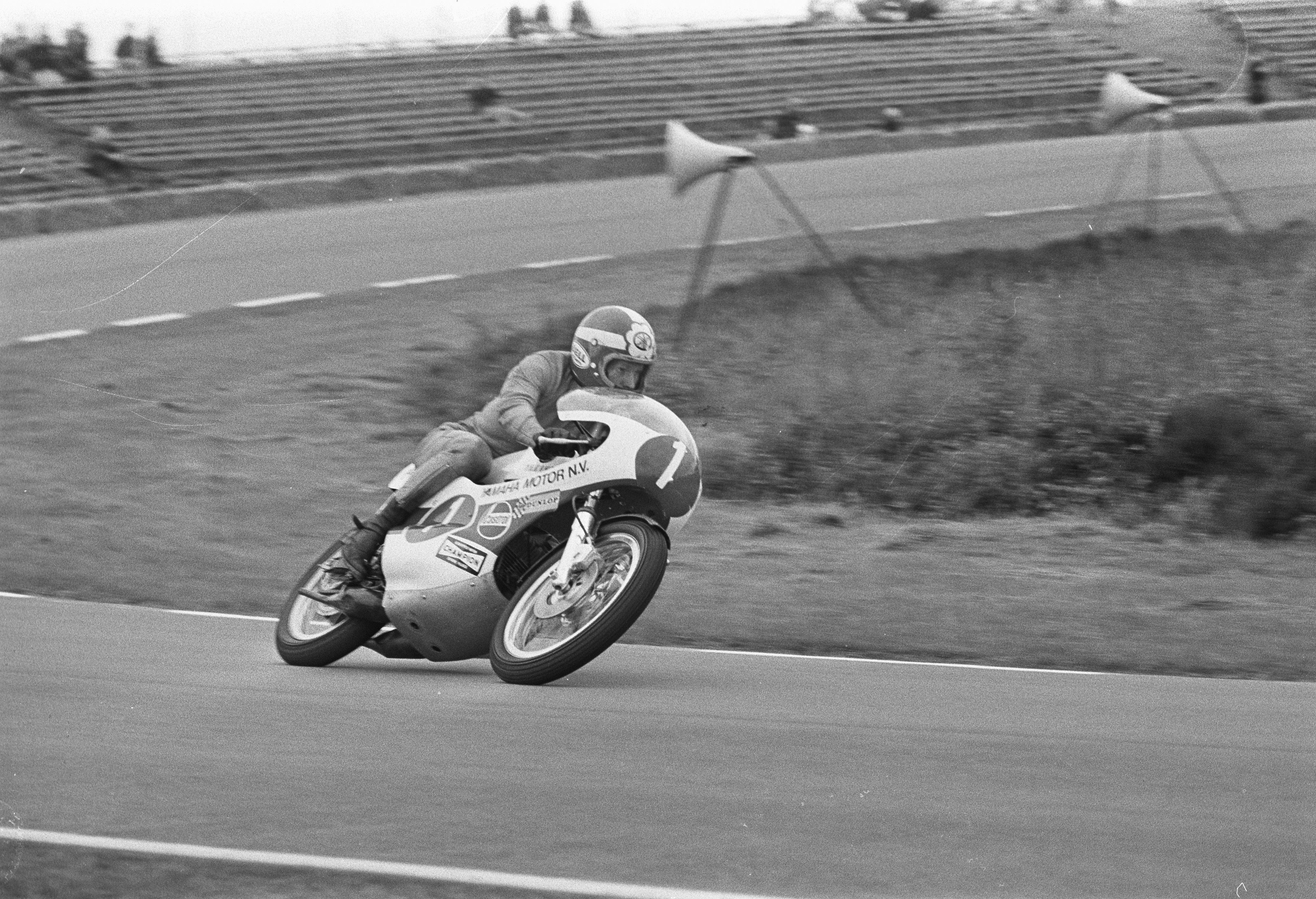
Amb la Yamaha 250 al Dutch TT de 1971

Gould va començar a competir el 1961 i va participar per primer cop al TT de l'Illa de Man el 1967. Durant la seva carrera va pilotar gran varietat de motocicletes, incloent-hi models mítics com ara la Norton Manx o la Bultaco TSS a les cilindrades més petites i va rebre el suport del concessionari d'Aermacchi al Regne Unit Syd Lawton a partir de 1966, abans de passar a pilotar les Yamaha TD2 i TR2.
Un cop acabada la temporada de 1972 es va retirar de les competicions i va esdevenir director de competició de Yamaha a Europa.
El 1979 va establir un negoci concessionari de motos a Birmingham anomenat Hailwood and Gould, associat amb el famós ex-pilot Mike Hailwood, qui morí posteriorment en un accident de trànsit el 1981. El 1984, Gould fou breument gerent de vendes de la renascuda firma Hesketh Motorcycles, la seu social de la qual era a Easton Neston, a la casa senyorial de Lord Hesketh.

## Resultats al Mundial de motociclisme
Font:
Barem de puntuació de 1950 a 1968:
| Posició | 1 | 2 | 3 | 4 | 5 | 6 |
| Punts   | 8 | 6 | 4 | 3 | 2 | 1 |

Barem de puntuació de 1969 a 1987:
| Posició | 1  | 2  | 3  | 4 | 5 | 6 | 7 | 8 | 9 | 10 |
| Punts   | 15 | 12 | 10 | 8 | 6 | 5 | 4 | 3 | 2 | 1  |

(Ids. Grans Premis | Llegenda) (Curses en negreta indiquen pole; curses en  itàlica indiquen volta ràpida)
| Any  | Categoria | Equip    | 1     | 2      | 3      | 4      | 5      | 6     | 7     | 8     | 9     | 10    | 11    | 12    | 13    | Punts | Posició | Victòries |
| ---- | --------- | -------- | ----- | ------ | ------ | ------ | ------ | ----- | ----- | ----- | ----- | ----- | ----- | ----- | ----- | ----- | ------- | --------- |
| 1967 | 350cc     | AJS      | GER - | IOM NC | DTT -  |        | DDR -  | CSR - |       | ULS - | NAT - |       | JPN - |       |       | 0     | -       | 0         |
| 1967 | 500cc     | Norton   | GER - | IOM NC | DTT -  | BEL -  | DDR 5  | CSR - | FIN - | ULS - | NAT - | CAN - |       |       |       | 2     | 19è     | 0         |
| 1968 | 250cc     | Yamaha   | GER 4 | ESP -  | IOM 5  | DTT 5  |        | DDR 4 | CSR 4 | FIN 3 | ULS 3 | NAT - |       |       |       | 21    | 4t      | 0         |
| 1968 | 250cc     | Kawasaki |       |        |        |        | BEL 3  |       |       |       |       |       |       |       |       | 21    | 4t      | 0         |
| 1968 | 500cc     | Norton   | GER 6 | ESP -  | IOM NC | DTT -  | BEL -  | DDR - | CSR - | FIN - | ULS - | NAT - |       |       |       | 1     | 24è     | 0         |
| 1969 | 250cc     | Yamaha   | ESP - | GER -  | FRA 2  | IOM NC | DTT 4  | BEL 2 | DDR - | CSR 2 | FIN - | ULS - | NAT - | YUG - |       | 44    | 6è      | 0         |
| 1969 | 350cc     | Yamaha   | ESP - | GER -  |        | IOM NC | DTT -  |       | DDR 2 | CSR 2 | FIN 2 | ULS - | NAT - | YUG - |       | 36    | 5è      | 0         |
| 1970 | 250cc     | Yamaha   | GER - | FRA 1  | YUG 3  | IOM 2  | DTT 1  | BEL 1 | DDR 1 | CSR - | FIN 1 | ULS 2 | NAT 1 | ESP - |       | 102   | 1r      | 6         |
| 1970 | 350cc     | Yamaha   | GER - |        | YUG 5  | IOM NC | DTT -  |       | DDR - | CSR - | FIN 3 | ULS - | NAT - | ESP 2 |       | 28    | 6è      | 0         |
| 1971 | 125cc     | Yamaha   | AUT - | GER -  | IOM -  | DTT -  | BEL 7  | DDR - | CSR - | SWE - | FIN - |       | NAT - | ESP - |       | 4     | 24è     | 0         |
| 1971 | 250cc     | Yamaha   | AUT - | GER -  | IOM 4  | DTT -  | BEL 6  | DDR 2 | CSR - | SWE 1 | FIN 1 | ULS 6 | NAT 4 | ESP - |       | 68    | 2n      | 2         |
| 1971 | 350cc     | Yamaha   | AUT - | GER -  | IOM NC | DTT 4  |        | DDR - | CSR - | SWE 4 | FIN - | ULS - | NAT - | ESP - |       | 16    | 13è     | 0         |
| 1972 | 250cc     | Yamaha   | GER 6 | FRA -  | AUT -  | NAT 2  | IOM 2  | YUG 2 | DTT 1 | BEL 2 | DDR 3 | CSR 4 | SWE 1 | FIN - | ESP - | 88    | 3r      | 2         |
| 1972 | 350cc     | Yamaha   | GER - | FRA -  | AUT -  | NAT 6  | IOM NC | YUG - | DTT - |       | DDR - | CSR - | SWE - | FIN - | ESP - | 6     | 25è     | 0         |
| 1972 | 500cc     | Yamaha   | GER - | FRA -  | AUT -  | NAT -  | IOM -  | YUG - | DTT - | BEL 3 | DDR 2 | CSR 4 | SWE 2 | FIN 3 | ESP - | 52    | 4t      | 0         |